# Kababina yungaburra
Kababina yungaburra là một loài nhện trong họ Stiphidiidae.
Loài này thuộc chi Kababina. Kababina yungaburra được V. T. Davies miêu tả năm 1995.